# Lew Psachis
Lew Psachis (zuvor russisch Лев Борисович Псахис / Lew Borissowitsch Psachis, hebräisch לב פסחיס‎; * 11. November 1958 in Kalinin) ist ein israelischer Schachmeister mit Wurzeln in der Sowjetunion.

## Leben

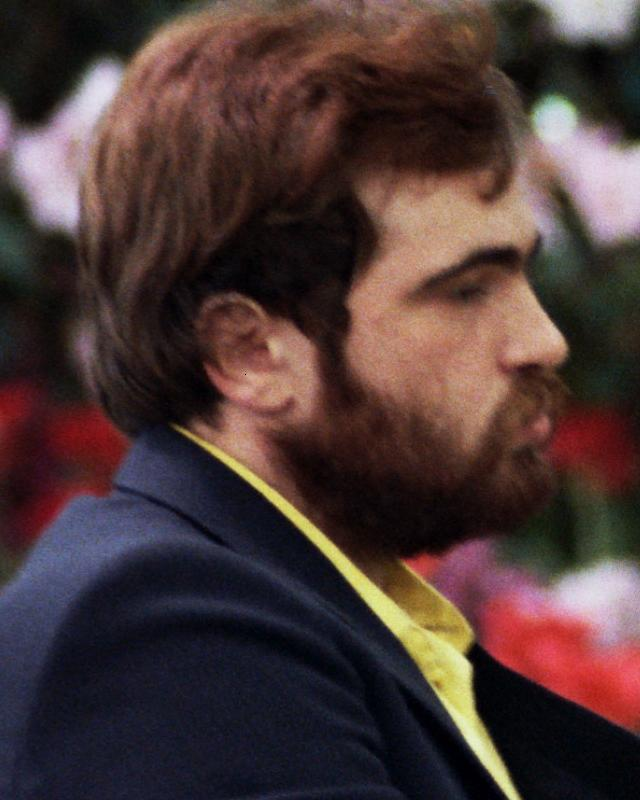
Lew Psachis, 1982 bei den Dortmunder Schachtagen

Psachis gewann 1977 die Meisterschaft der RSFSR und 1979 das Turnier der jungen Meister der Sowjetunion. Seiner ersten Teilnahme bei der UdSSR-Meisterschaft 1979 (12. Platz) folgte ein überraschender geteilter Sieg 1980 mit Alexander Beliavsky. Ein Jahr darauf gewann Psachis erneut, geteilt mit Garri Kasparow, den er in der Direktbegegnung besiegte. 
Im Jahre 1980 wurde er Internationaler Meister und gewann in Nałęczów (Woiwodschaft Lublin), 1981 siegte er in Sarajevo. Im Jahre 1982 wurde er Großmeister.
Im Jahr 1982 teilte er Platz 2 und 3 beim Zonenturnier in Jerewan und qualifizierte sich für das Interzonenturnier in Las Palmas, bei dem er Platz 8 bis 10 teilte. Ebenfalls 1982 wurde er Dritter bei den Dortmunder Schachtagen hinter Vlastimil Hort und Oleh Romanyschyn. Im April 1988 belegte er in Kalkutta den zweiten Platz hinter Ian Rogers. Im Dezember 1988 wurde er geteilter Erster in Belgrad zusammen mit Gurewitsch und Polugajewski. Im Jahre 1990 wanderte Psachis nach Israel aus, wo er 1997 und 1999 die israelische Meisterschaft gewann. 
Psachis erwarb sich besonders als Trainer und Sekundant einen guten Ruf. Er sekundierte Weltklassespielern wie Garri Kasparow, Artur Jussupow, Zsuzsa Polgár, Judit Polgár und Emil Sutovsky. Seit 2004 trägt er den Titel FIDE Senior Trainer. Psachis gilt als seriöser Theoretiker, der regelmäßig publiziert (so für ChessBase). Er schrieb mehrere Bücher über die Französische Verteidigung. Psachis lebt wieder überwiegend in Russland. Im August 2011 bekam er in Tel Aviv durch Transplantation eine neue Leber.
Seine beste Weltranglistenplatzierung war der siebte Platz im Juli 1982 (gleichauf mit Henrique da Costa Mecking und Ljubomir Ljubojević).

## Nationalmannschaft
Von 1990 bis 2002 nahm er für Israel an allen sieben Schacholympiaden teil. Außerdem nahm er an drei Mannschaftseuropameisterschaften teil; 1983 für die Sowjetunion, die das Turnier gewann, 1992 und 1999 für Israel. Er erreichte 1983 am siebten und 1999 am vierten Brett das beste Einzelergebnis.

## Vereine
Psachis nahm fünfmal am European Club Cup teil; 1984 für die Mannschaft von Burevestnik Moskau, die im Finale dem Lokalrivalen Trud unterlag, 1990 für Lokomotiv, 1992 für Lyon-Oyonnax, 1993 für ASA Phoenix Tel-Aviv und 1997 für den Herzliya Chess Club.

## Werke
- The complete French, Batsford, London 1992, ISBN 0-7134-6965-X.
- Complete Benoni, Batsford, London 1995, ISBN 0-7134-7765-2.
- Advance and other anti-French variations, Batsford, London 2003, ISBN 0-7134-8843-3.
- French defence 3 Nd2, Batsford, London 2003, ISBN 0-7134-8825-5.
- French defence 3 Nc3 Bb4, Batsford, London 2003, ISBN 0-7134-8841-7.
- French defence: Steinitz, classical and other systems, Batsford, London 2004, ISBN 0-7134-8941-3.
- Advanced chess tactics, Quality Chess, Glasgow 2011, ISBN 978-1-907982-04-0.